# Carrefour à l'indonésienne
 voir les remarques de Discussion:Carrefour à l'indonésienne/Admissibilité et renommer également : c'est un échangeur à l'indonésienne.

Un diagramme illustrant les mouvements de circulation dans l'échangeur

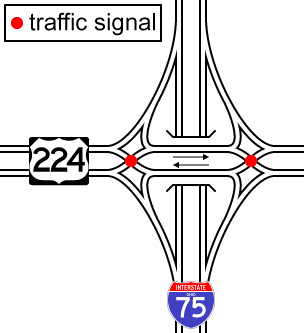
Plan d'échange de diamants divergent rejeté à Findlay, Ohio

Pour rappel, d'après le code de la route français, un croisement à l'indonésienne est une méthode pour tourner à gauche quand la personne en face tourne à gauche aussi.
 (juillet 2025).
Le contenu est difficilement compréhensible vu les erreurs de traduction, qui sont peut-être dues à l'utilisation d'un logiciel de traduction automatique.
Un carrefour à l'indonésienne est carrefour dans lequel les sens de circulation opposés sur la route non autoroutière se croisent de chaque côté de l'échangeur de sorte que la circulation traversant l'autoroute sur le passage supérieur ou inférieur s'effectue du côté opposé à celui qui est habituel dans la juridiction. Les passages à niveau peuvent utiliser des viaducs d'un côté ou être au niveau du sol et contrôlés par des feux de circulation.
Le carrefour à l'indonésienne présente des avantages à la fois en termes d'efficacité et de sécurité et, bien qu'il soit utilisé en France depuis les années 1970, a été cité par Popular Science comme l'une des meilleures innovations techniques de 2009 et aux États-Unis. Le flux à travers un carrefour à l'indonésienne utilisant des viaducs aux croisements est limité uniquement par le zigzag, et le flux à travers une mise en œuvre utilisant des feux de circulation n'est soumis qu'à deux intervalles de dégagement (le temps pendant lequel tous les feux sont rouges afin que l'intersection puisse être complètement dégagée) par cycle,.
Le plus grand problème de sécurité de l'échangeur vient de sa relative rareté, car les conducteurs essayant instinctivement de rester du côté habituel de la route pourraient utiliser les intersections pour tourner dans le sens contraire du sens de circulation affiché. C'est un phénomène rare ; cela n'est possible que lorsque la circulation est si clairsemée qu'aucune voiture venant en sens inverse n'est arrêtée au feu, et une signalisation claire réduit encore davantage la probabilité de telles erreurs.

## Photographies

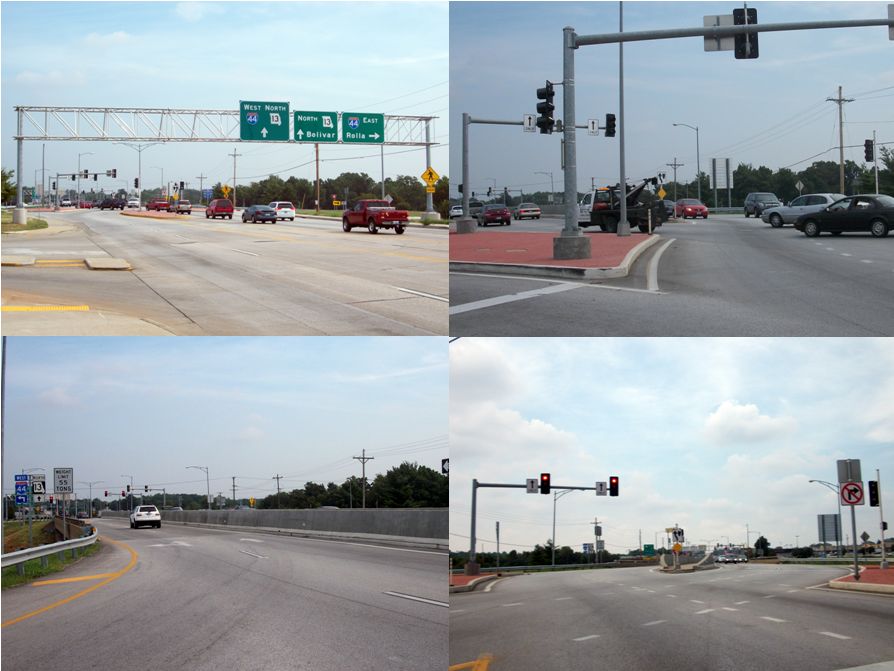
Photos du premier échangeur de diamants divergents aux États-Unis, à Springfield, Missouri
En haut à gauche : le trafic entre dans l'échangeur le long de la Missouri Route 13
En haut à droite : la circulation passe sur le côté gauche de la route
En bas à gauche : la circulation traverse l'Interstate 44
En bas à droite : la circulation repasse sur le côté droit de la route.

## Histoire
Les premiers carrefour à l'indonésienne connus se trouvaient en France dans les communes de Versailles ( A13 à D182), Le Perreux-sur-Marne ( A4 à N486) et Seclin ( A1 à D549), tous construits dans les années 1970. Les rampes des deux premiers ont depuis été reconfigurées pour accueillir les rampes d'autres échangeurs, mais elles continuent de fonctionner comme des échangeurs de diamants divergents.
Aux États-Unis, en 2005, le ministère des Transports de l'Ohio (ODOT) a envisagé de reconfigurer l'échangeur existant sur l'Interstate 75 au niveau de la route américaine 224 et route nationale 15 à l'ouest de Findlay comme échangeur en diamant divergent pour améliorer la fluidité de la circulation. S'il avait été construit, il aurait été le premier DDI aux États-Unis. En 2006, l'ODOT avait reconsidéré sa décision, ajoutant plutôt des voies au viaduc existant,.

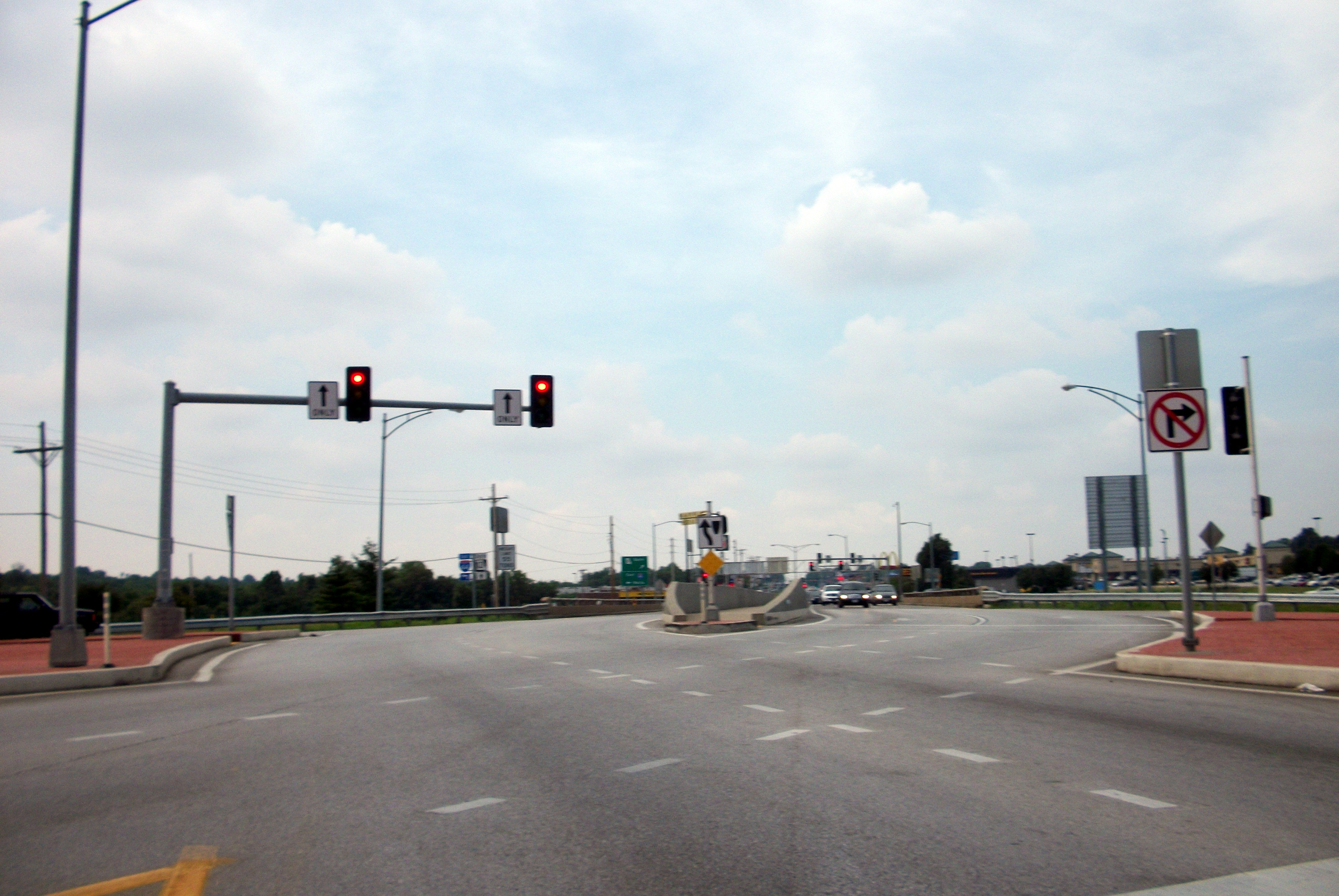
Approche en direction sud de l'échangeur I-44/Route 13 à Springfield

## Utilisation

### Opérationnel
À date du 14 octobre 2022, il y avait 160 carrefours à l'indonésienne dans le monde:
- 3 en Australie et d'autres sont prévus[9],[10],[11]
- 1 en Belgique[12]
- 3 au Canada[13]
- 1 au Danemark a ouvert le 17 septembre 2017[14]
- 2 en France, construits dans les années 1970
- 8 en Malaisie
- 2 en Arabie Saoudite
- 2 en Afrique du Sud
- 1 aux Émirats arabes unis
- 1 au Costa Rica
- Plus de 150 aux États-Unis d’Amérique et 80 autres en construction[15]

## Avantages
- Signaux biphasés avec des cycles courts, réduisant considérablement le retard[16].
- La courbure horizontale réduite réduit le risque d'accidents hors route.
- Augmente la capacité de mouvements de rotation vers et depuis les rampes.
- Réduit potentiellement le nombre de voies au carrefour, minimisant ainsi la consommation d’espace.
- Réduit le nombre de points de conflit, améliorant ainsi théoriquement la sécurité[1].
- Augmente la capacité d'un passage supérieur ou inférieur existant en supprimant le besoin de voies de virage.
- Coûte nettement moins cher qu’un échange normal[17].

## Désavantages
- Les conducteurs peuvent ne pas être familiers avec la configuration, notamment en ce qui concerne les manœuvres de fusion du côté opposé de la chaussée ou le flux de circulation croisé[18].
- L'accès des piétons (et autres utilisateurs du trottoir) nécessite au moins quatre passages pour piétons (deux pour traverser les deux carrefours de voies signalées, tandis que deux autres traversent la route locale à chaque extrémité de l'échangeur)[19],[18]. Cela pourrait être atténué en signalant tous les mouvements sans affecter la nature biphasée des signaux de l'échangeur.
- La circulation fluide dans les deux sens sur la route non autoroutière est impossible car les signaux ne peuvent pas être verts simultanément aux deux intersections dans les deux sens.
- Les arrêts d'autobus routiers doivent être situés à l'extérieur de l'échangeur.
- Permettre au trafic de sortie de réintégrer la route de transit dans la même direction nécessite de quitter l'échangeur sur la route locale et de faire demi-tour, par exemple via un croisement médian avec demi-tour. Cela affecte plusieurs cas d'utilisation[18]:
  - Conducteurs qui prennent la mauvaise sortie
  - Contourner un accident sur le pont
  - Permettre à une charge surdimensionnée de contourner un pont bas

## Autres considérations
- Aucune norme n'existe actuellement pour cette conception.
- La conception dépend des conditions spécifiques au site.
- Une signalisation, un éclairage et des marquages au sol supplémentaires sont nécessaires au-delà des niveaux d'un échangeur de diamants standard.